# サンカクガイ目

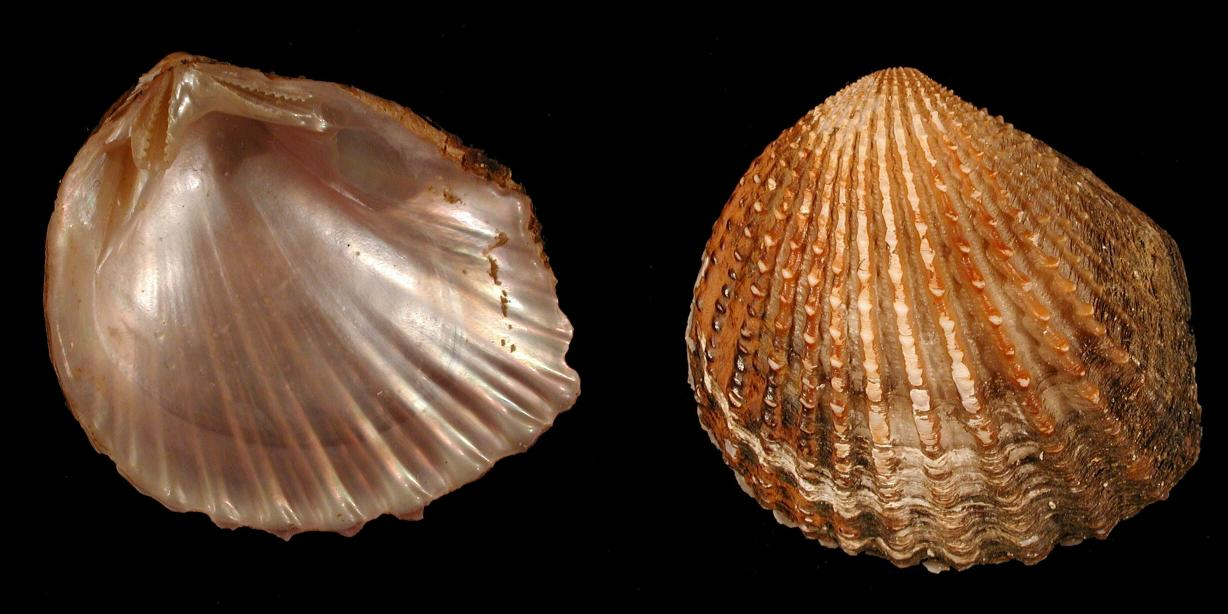
サンカクガイ目のうち唯一現生するシンサンカクガイ属 Neotrigonia には8種ほどが知られる。写真はそのうちの1種シンサンカクガイ Neotrigonia margaritacea

サンカクガイ目（トリゴニア目 Trigoniida）は古異歯類に属する海水性の二枚貝の種族で、水管を持たず、殻頂内部にハの字型の交歯をもつ。パンゲア大陸沿岸の砂泥底層に分布し、ジュラ紀から白亜紀にかけて繁栄して日本でも多数の化石が発見されているが、K-Pg境界を経て種は減少して第三紀のEotrigoniaの後現在ではサンカクガイ科（トリゴニア科）のシンサンカクガイ属（ネオトリゴニア属） Neotrigonia がオーストラリア南部に生存するのみである。

## 分類
サンカクガイ目周辺の分岐図の概要を示す。
|  | Trigoniida サンカクガイ目  |
|  |                            |
|  | Hyriidae イシガイ目 (淡水) |
|  |                            |

|  | Archiheterodonta 原始異歯類 トマヤガイ科など |
|  |                                              |
|  | Heterodonta 異歯亜綱 マルスダレガイ科など    |
|  |                                              |

|  | Trigoniida サンカクガイ目  |
|  |                            |
|  | Hyriidae イシガイ目 (淡水) |
|  |                            |

|  | Archiheterodonta 原始異歯類 トマヤガイ科など |
|  |                                              |
|  | Heterodonta 異歯亜綱 マルスダレガイ科など    |
|  |                                              |

## 種類
サンカクガイ目に属する主な上科と科を以下に示す。なお†印は絶滅した分類群を表す。
- †Beichuanioidea Liu & Gu, 1988
- †Megatrigonioidea van Hoepen, 1929
  - †Megatrigoniidae van Hoepen, 1929 日本産のプテロトリゴニア属を含む[5]。
- †Myophorelloidea Kobayashi, 1954
  - †Myophorellidae Kobayashi, 1954
  - †Laevitrigoniidae Savelive, 1958
  - †Steinmanellidae M. R. Cooper, 1991 北太平洋産のYaadia属を含む[3]。
- Trigonioidea Lamarck, 1819 サンカクガイ上科
  - Trigoniidae Lamarck, 1819 サンカクガイ科。現生のシンサンカクガイ属（ネオトリゴニア属）を含む。
  - †Myophoriidae Bronn, 1849[1]

## 形態
貝殻は腹縁後方へ伸びるため、やや三角形となる。左右の殻頂からハの字型の鉸歯が伸び、「裂歯型」(schizodont)とも呼ばれる。左殻の鉸歯が右側の鉸歯を包むような構造で、左右両側に鋸歯状の刻みがある。閉殻筋を使って殻の開閉はスムーズにできたと考えられる。鰓は糸鰓型。